# Občanská záložna (Poděbrady)
Občanská záložna je reprezentativní novorenesanční budova postavená v Poděbradech v letech 1897–1898 podle projektu architekta Karla Huga Kepky. Stojí na exponovaném místě na nároží Jiřího náměstí a Divadelní ulice, kde tvoří urbanistický protipól poděbradského zámku. Součástí budovy je reprezentativní sál, který byl dlouho centrem místního společenského života. Po dobu ČSSR budovu provozovala Československá státní spořitelna a později národní podnik Restaurace a jídelny. Od nedokončené rekonstrukce z poloviny osmdesátých let 20. století je část budovy prázdná. V přízemí sídlila do roku 2003 pobočka Union banky, kterou nahradila vietnamská tržnice. Od roku 2017 je stavba chráněna jako kulturní památka České republiky. Zároveň je součástí městské památkové zóny Poděbrady.

## Historie

### Starší historie

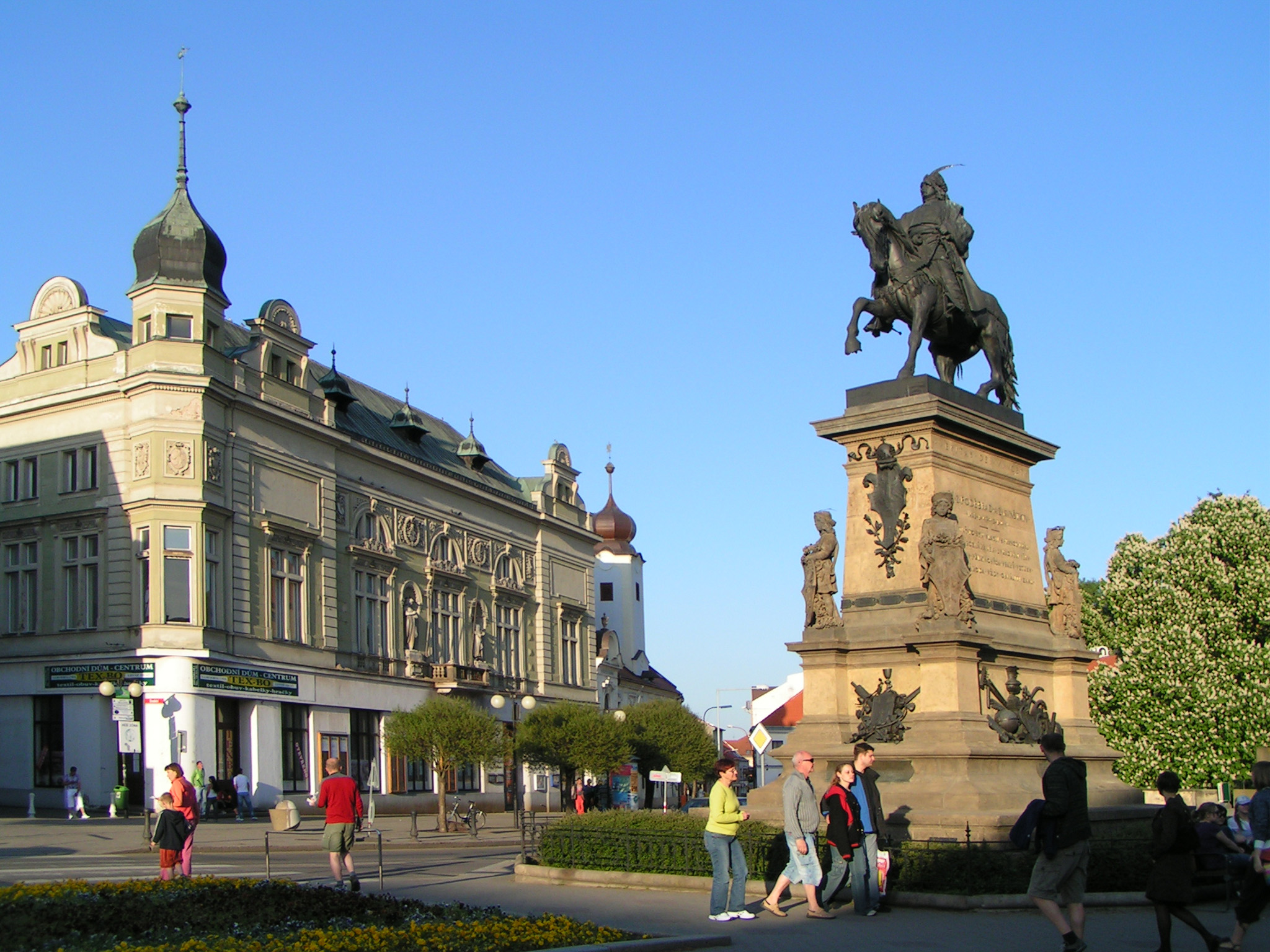
Občanská záložna s pomníkem Jiřího z Poděbrad

V místě občanské záložny v minulosti stálo několik starších budov. Když si Jiří z Poděbrad roku 1440 vybral ves Poděbrady za své sídlo, nechal na západní straně hradu (dnešní zámek Poděbrady) vybudovat nové centrum, jehož jádrem byl rynek vyměřený lokátorem Janem Čumpelem. Čumpele dále vytyčil parcely pro domy a pro rychtu, které určil rozsáhlý pozemek podél dnešní Divadelní ulice od náměstí až po ulici Na Valech. Rychta a obecní dům stojící v místě nynější záložny později vyhořely. Na konci 18. století vojenský erár spáleniště vykoupil a na jejich místě postavil kasárna pro císařské kyrysníky. Dne 18. prosince 1876 kasárna vyhořela. Městská rada následně usilovala o to, aby se vojáci přesunuli alespoň na okraj města. Posádka byla nakonec zrušena a všechny vojenské objekty roku 1881 odkoupilo město.

### Sídlo Občanské záložny

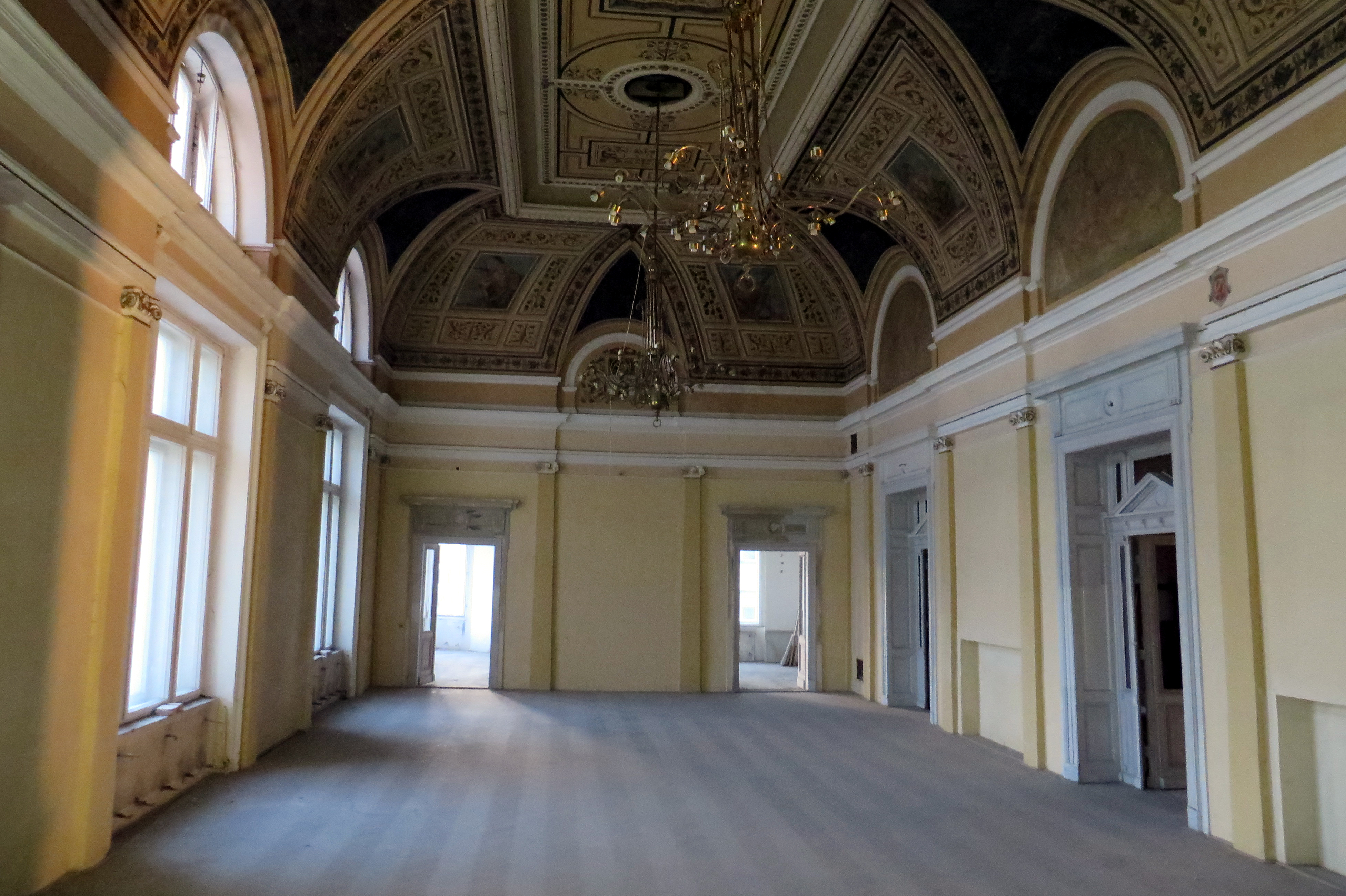
Taneční sál v prvním poschodí. Velká okna směřují na Jiřího náměstí a zámek.

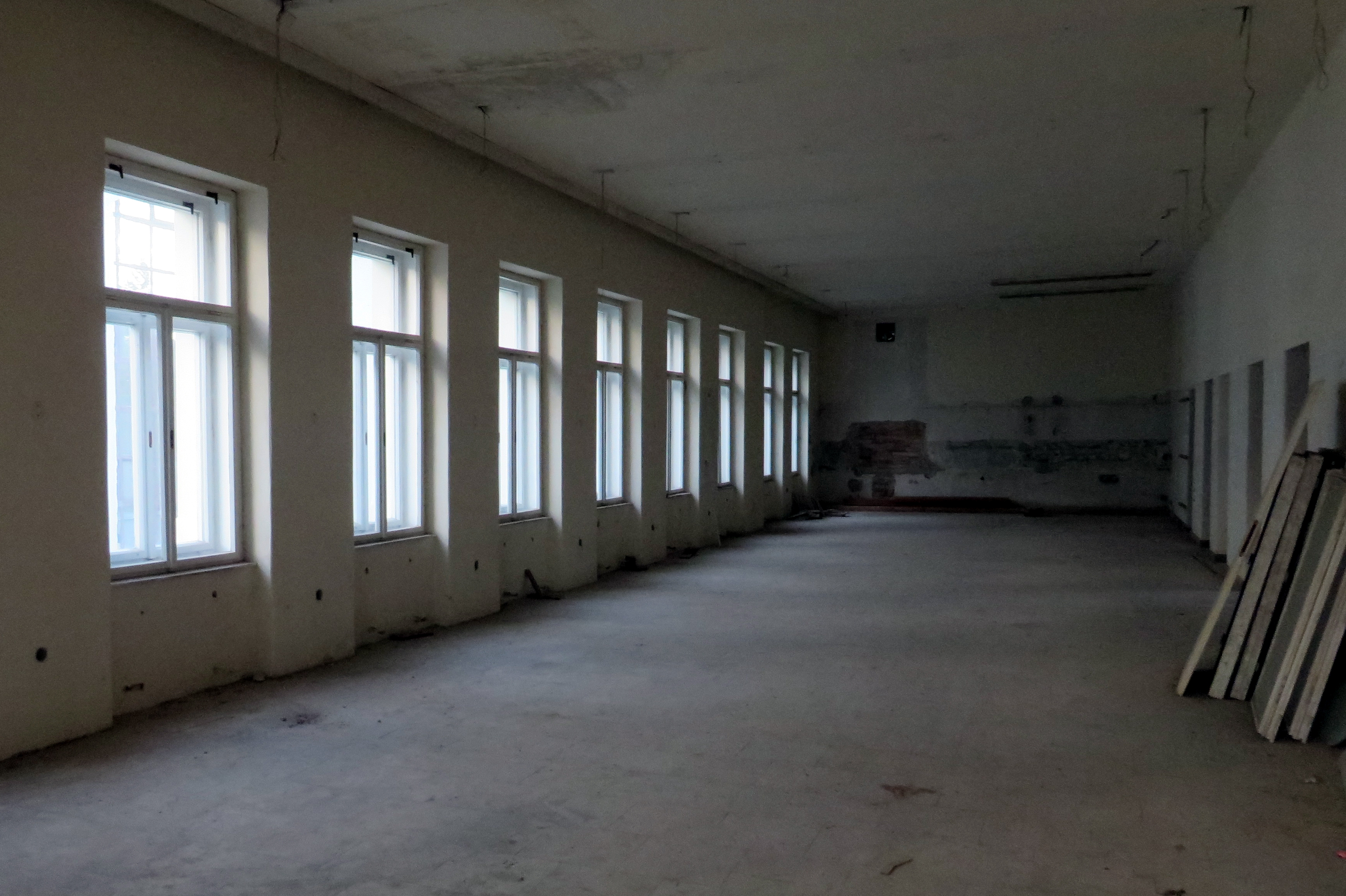
Prostory navazující na taneční sál v prvním poschodí. Okna směřují do Divadelní ulice.

Areál kasáren byl rozdělen, důstojnický dům se změnil na Jiříkovo divadlo a ubytovna mužstva na dívčí měšťanku. Pozemek v místě bývalých stájí město nabídlo místní Občanské záložně. Její členové na valné hromadě roku 1897 jednomyslně odsouhlasili stavbu důstojného sídla, které by se stalo ozdobou města. Pozemek záložna od města koupila za 11 000 zlatých. Dalších 50 000 zlatých vyhradila na samotnou stavbu, jejíž součástí měly být kanceláře, hostinec se společenským sálem nebo knihovna. Do soutěže na návrh budovy se přihlásilo celkem 16 návrhů, které posuzovala hodnotící komise vedená profesorem Janem Koulou. Zvítězil reprezentativní projekt v novorenesančním slohu od Koulova žáka, profesora brněnské techniky Karla Huga Kepky.
Základní kámen nové budovy byl položen 2. listopadu 1897. Stavbu provedla firma místního stavitele Josefa Dršaty. Plánované náklady se nepodařilo dodržet a přesáhly 80 000 zlatých. Problémy způsobil objev archeologických nálezů na stavebním pozemku, stavba potřebovala hlubší základy a prodražila se rovněž její bohatá umělecká výzdoba. Stavba záložny nakonec trvala dva roky. Velký sál s galerií v prvním patře byl ve své době největším společenským prostorem města. Občanská záložna se významně podílela na kulturním životě města. Její prostory využívaly místní spolky, veřejná knihovna a do roku 1903 byla též prvním sídlem místního muzea. Prostory záložny využíval jako svou domovskou scénu divadelní spolek Tyl a po požáru Jiříkova divadla zde v letech 1937–1942 hrál i divadelní spolek Jiří.
Do roku 1934 v přízemí záložny sídlila pošta a telegrafní úřad. Po jejím přesunu do nové budovy prošly tyto prostory funkcionalistickou úpravou pro potřeby záložny a zároveň zde byla otevřena Šramotova restaurace.

### Pozdější vlastníci

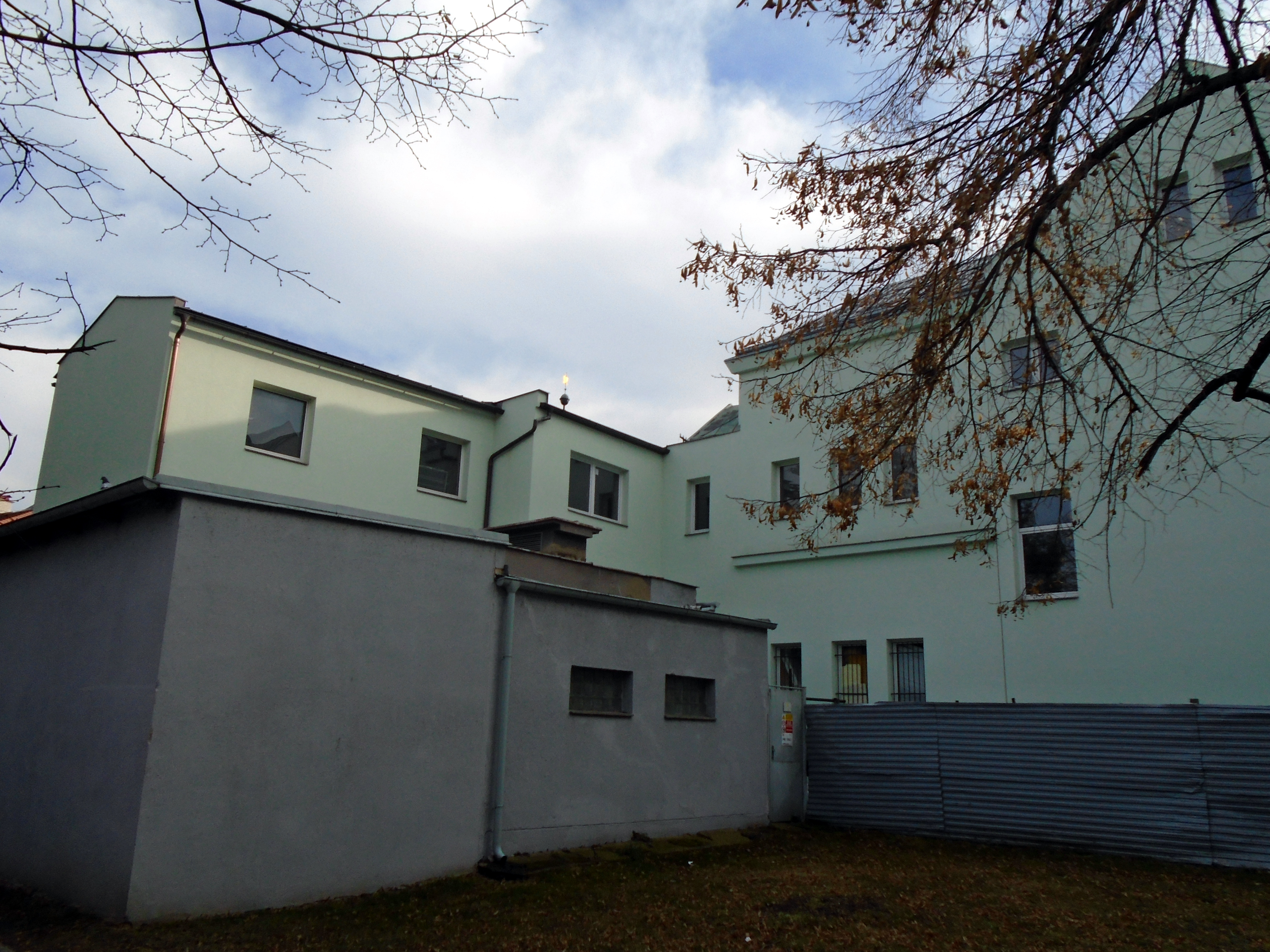
Zadní část budovy v pohledu z Divadelní ulice. Vlevo je nejnovější východní křídlo, které vystupuje z půdorysu stavby.

Po znárodnění záložny její majetek převzala Státní banka československá, která budovu roku 1951 předala Československé státní spořitelně. Spořitelna ji využívala jako dočasnou náhradu za svou budovu na Riegrově náměstí, do které se mohla vrátit až po zrušení poděbradského okresu v roce 1960. Od téhož roku (1960) budovu vlastnil národní podnik Restaurace a jídelny, který reprezentativní prostory upravil na lidovou jídelnu a bufet. Kvalitní interiér musel postupně ustoupit laciným materiálům (umakart apod.). Ve společenském sále se i nadále konaly taneční, plesy či rockové koncerty. V době kolem sametové revoluce v přízemí fungoval lokál zvaný „Afrika“ a v podzemí vinárna zvaná „Hrobeček“. Poslední rekonstrukce začala roku 1985. Zůstala však nedokončena.
V 90. letech se záložna stala pobočkou Union banky, zkrachovalé roku 2003. Roku 2004 záložnu v dražbě za 24,1 milionů korun koupili dva vietnamští podnikatelé. V přízemí byla otevřena asijská tržnice. Po několika letech mezi majiteli vypukl spor, jak s budovou dále naložit, přičemž ani jeden nechtěl odkoupit podíl toho druhého. Jiného kupce nenašli, přestože město roku 2011 za dům neúspěšně nabídlo 21 milionů korun. Roku 2012 proběhla oprava fasády (další oprava následovala roku 2016). Roku 2015 majitel (vlastnické spory rozhodl soud) nabídl záložnu městu za 30,35 milionů korun. To nabídku odmítlo kvůli přemrštěné ceně.

## Popis

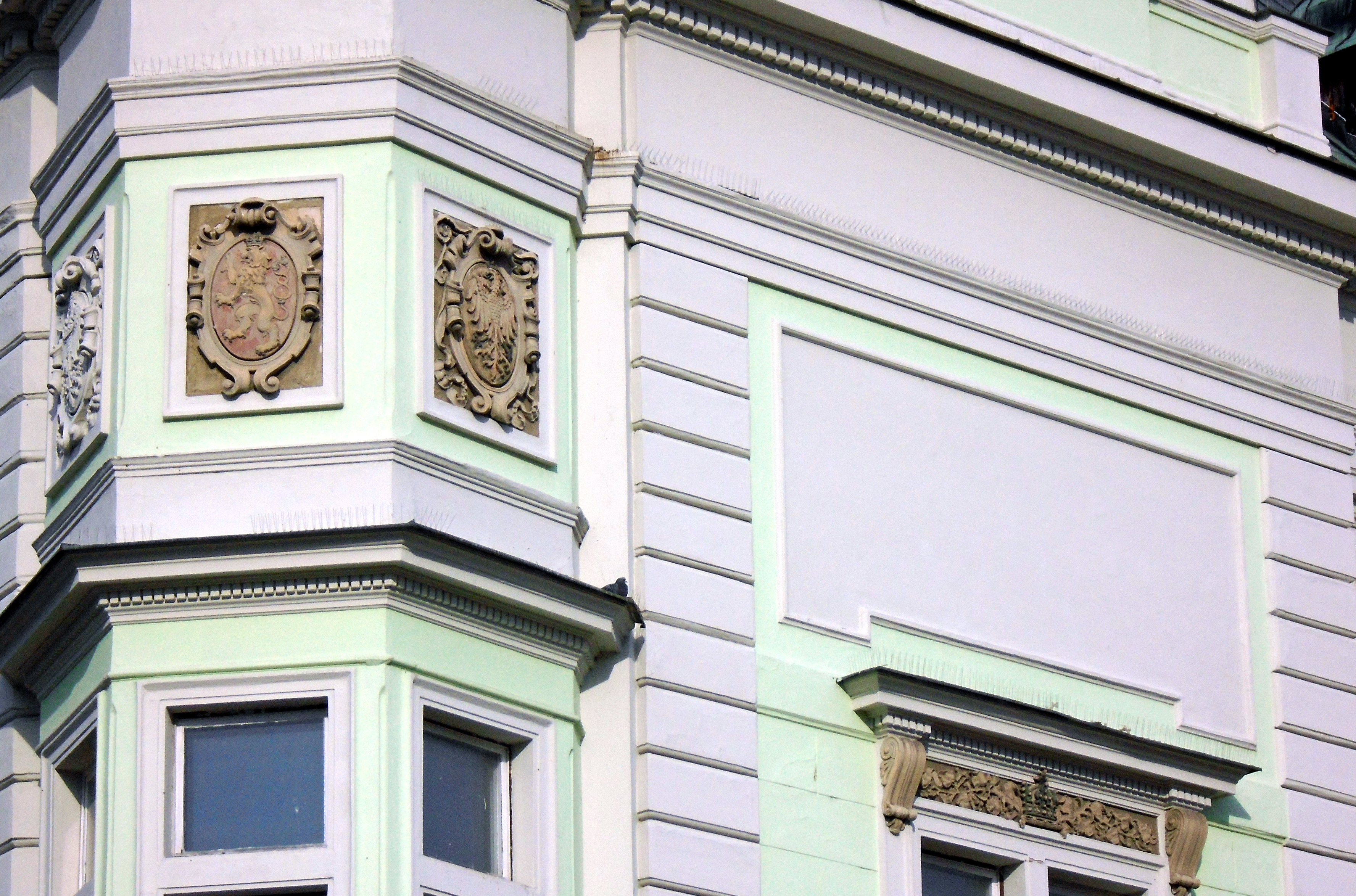
Detail fasády. Prázdný obdélník původně obsahoval jednu z fresek od Luďka Marolda.

Reprezentativní novorenesanční budova je umístěna na exponovaném místě severní straně Jiřího náměstí na nároží s Divadelní ulicí. Urbanisticky tvoří protipól poděbradského zámku.
Záložna je zděná budova o čtyřech křídlech a třech nadzemních podlažích. Původně měla otevřený půdorys tvořený dvěma hlavními křídly (jižní a západní) svírajícími úhel 75°, na které je kolmo napojeno krátké křídlo severní. Na konci 20. století byl půdorys stavby uzavřen přístavbou východního křídla, propojeného s křídlem severním. Na nároží do náměstí se nad arkýřem zvedá věžička. Součástí budovy je reprezentativní sál, který byl dlouho centrem místního společenského života. Krov nad velkým sálem s konstrukcí, na níž je zavěšen strop, je ojedinělý.
Uliční průčelí byla bohatě vypravena, ostatní byla pojata velmi střízlivě. Přízemí je funkcionalisticky upraveno. Na výzdobě budovy se podíleli přední umělci své doby. Autorem plastické výzdoby průčelí, včetně emblémů, panó a dvou soch (alegorie práce a spořivosti) byl Schnirchův žák a poděbradský sochař Milan Havlíček (podílel se též na výzdobě měšťanské školy). Autorem fresek Blahobyt a Spořivost na jižním průčelí byl malíř Luděk Marold. Autorem výzdoby stropu velkého sálu je malíř Karel Vítězslav Mašek. Fresky byly posledním Maroldovým dílem, dokončeným necelé tři měsíce před jeho smrtí. Na fasádě se nedochovaly, neboť postupem let přestaly být zřetelné a po roce 1960 byly zamalovány.